# Distretto di Bozhou
Il distretto di Bozhou (播州区S, Bōzhōu QūP) è un distretto della Cina, situato nella provincia del Guizhou e amministrato dalla prefettura di Zunyi.